# Vincent Nogueira
Vincent Nogueira, född 16 januari 1988 i Besancon, Frankrike är en fransk före detta professionell fotbollsspelare och numera tränare. Som spelare spelade han som mittfältare i bland annat Sochaux, Philadelphia och Strasbourg. 
Sedan 2020 är han tränare för RC Strasbourgs damlag i Première Ligue.